# 何文焕
何文焕（1732年—1808年），字少眉，号也夫。嘉善（今屬浙江）人，清朝诗人。
生於雍正十年，早年為诸生。与潘梦庐友善。编有《历代诗话》16册，共收自钟嵘《诗品》至明代的詩話二十七種。何文焕亦曾重刻顾安之《唐律消夏录》。嘉慶十三年卒。另有《無補集》15卷、《续集》1卷。